# Denis Sanders
Denis Sanders (* 21. Januar 1929 in New York City; † 10. Dezember 1987 in San Diego, Kalifornien) war ein US-amerikanischer Filmregisseur, Filmproduzent und Drehbuchautor.

## Leben
Denis Sanders war der Sohn eines New Yorker Architekten und der Designerin und Filmproduzentin Altina Schinasi. Er studierte, wie sein jüngerer Bruder Terry Sanders, an der University of California, Los Angeles. Mit Terry drehte er 1951 seinen ersten Kurzfilm (Subject: Narcotics). Mit seiner Abschlussarbeit Eine Handvoll Frieden, den er mit Terry und weiteren Studienkollegen, darunter auch Corey Allen, drehte, gewann er 1955 den Oscar für den besten Kurzfilm. Denis und Terry schlossen ihr Studium mit einem Master of Arts ab.
In der Folgezeit arbeitete Denis Sanders vermehrt an Spielfilmen. 1954 schrieb er zusammen mit Terry das Drehbuch für das Kriegsdrama Die Nackten und die Toten nach einem Roman von Norman Mailer. 1959 inszenierte er das Drama Crime & Punishment, USA, in dem George Hamilton sein Debüt in einem Kinofilm gab. Im folgenden Kinofilm War Hunt (1962), ausgezeichnet mit dem Silbernen Leoparden beim Internationalen Filmfestival von Locarno, debütierten Robert Redford und Tom Skerritt. Auch für das Fernsehen war Sanders aktiv und drehte einzelne Episoden für verschiedene TV-Serien.
1969 wandte sich Denis dem Dokumentarfilm zu. Für den 1969 entstandenen Kurzfilm Czechoslovakia 1968, ein Dokumentarfilm über den Prager Frühling, erhielt er seinen zweiten Oscar, diesmal für den besten Dokumentar-Kurzfilm, den er sich mit Robert M. Fresco teilte.
Bis 1982 war Denis Sanders für weitere vier Dokumentationen, einen Dokumentar-Kurzfilm und einen Kinofilm verantwortlich.
Neben seiner Arbeit für Film und Fernsehen hatte Denis Sanders eine Professur an der San Diego State University. Von 1980 an hielt er dort Vorlesungen. Im Alter von 58 Jahren erlag er am 10. Dezember 1987 in seinem Haus in San Diego den Folgen eines Herzanfalls. Denis Sanders hinterließ Ehefrau Sherry Shirley und die drei Kinder Peter, Julie und Victoria. Sein Sohn Peter Sanders ist ebenfalls in der Filmbranche tätig.

## Filmografie
(R = Regie; P = Produktion, B = Drehbuch)
- 1951: Subject: Narcotics – R
- 1954: Eine Handvoll Frieden (A Time Out of War) – R, P
- 1958: Die Nackten und die Toten (The Naked and the Dead) – B
- 1959: Crime & Punishment, USA – R
- 1962: Hinter feindlichen Linien (War Hunt) – R, P
- 1962: Gnadenlose Stadt (Naked City) – R (zwei Episoden)
- 1964: One Man’s Way – R
- 1964: Der Mörder mit der Gartenschere (Shock Treatment) – R
- 1968: Mannix – R (eine Episode)
- 1969: Czechoslovakia 1968 – R, P, B
- 1970: Elvis – That’s the Way It Is – R
- 1971: Soul to Soul – R
- 1971: The American West of John Ford – R
- 1973: Invasion of the Bee Girls – R
- 1974: What’s the Big Hurry? – R, P, B
- 1982: Computers Are People, Too! – R, P